# 伊斯羅塞內冰原島峰
71°53′S 26°35′E / 71.883°S 26.583°E
伊斯羅塞內冰原島峰（英語：Isrosene Nunataks），是南極洲的冰原島峰，位於毛德皇后地的朗希爾德公主海岸，處於巴爾肯山西北面10公里，挪威製圖師根據美國海軍拍攝的空中照片繪入地圖，現時由南極條約體系管理。